# فلاديميرو مونتيسينوس
فلاديميرو مونتيسينوس (مزداد في 20 ماي 1946) كان رئيس مخابرات بيرو في عهد الرئيس ألبرتو فوجيموري. بعد نهاية عهد الرئيس فوجيموري، ظهرت عدة فضائح رشوة ومتاجرة بالمخدرات كان مونتيسينوس مرتبطا بها، مما حذى به إلى الهروب من بيرو في سنة 2000.
هرب في البداية إلى بنما حيث طلب اللجوء السياسي ولكن طلبه قوبل بالرفض، فهرب في ظروف غامضة إلى فينيزويلا حيث تم القبض عليه في سنة 2001 وإرساله إلى بيرو حيث تمت محاكمته ب 15 سنة سجنا. يقضي مونتيسينوس فترة سجنه حاليا في سجن مدينة كاياو.
فلاديميرو لينين إليش مونتيسينوس توريس (من مواليد 20 مايو 1946) هو الرئيس السابق لجهاز الاستخبارات في البيرو (إس آي إن)، في فترة حكم الرئيس ألبرتو فوجيموري. كُشف في عام 2000 النقابُ عن «مقاطع فيديو فالدي» الفاضحة، وانتشرت عبر شاشات التلفزيون: كانت مقاطع فيديو سرية سجلها مونتيسينوس، ويظهر فيها وهو يوزع الرشاوى على أعضاء الكونغرس المنتخبين ليشجعهم على التخلي عن المعارضة والانضمام إلى الأحزاب المؤيدة للرئيس فوجيموري. تسببت الفضيحة، التي نتجت عن تسريب الفيديوهات، بهروب مونتيسينوس من البلاد، ودفعت رئيس البلاد ألبرتو فوجيموري للاستقالة.
كشفت التحقيقات اللاحقة تورط مونتيسينوس بالعديد من الأنشطة غير القانونية بما في ذلك الاختلاس، والكسب غير المشروع، وتهريب السلاح، والاتجار بالمخدرات. قُدم مونتيسينوس للمحاكمة وأُدين بعدة تهم وصدر بحقه حكم بالسجن. كان لمونتيسينوس صلات قوية مع وكالة الاستخبارات المركزية (سي آي إيه)، وقيل إنه تلقى منها 10 ملايين دولار لدعم نشاطات حكومته في مناهضة الإرهاب. فلاديميرو مونتسيسنوس هو ابن عم الزعيم الإرهابي المعتقل أوسكار راميريز ديوران المعروف أيضًا باسم «فيليسيانو».

## نشأته وتعليمه
وُلد فلاديميرو مونتيسينوس في مدينة أريكيبا، عاصمة إقليم أريكيبا جنوب البيرو. أطلق عليه والداه الشيوعيان اسم فلاديمير لينن، نسبة لأول زعيم للاتحاد السوفييتي.
في عام 1965، تخرج مونتسيسنوس تلميذًا عسكريًا في مدرسة الأمريكيين التابعة للجيش الأمريكي في بنما، وبعد عام من ذلك، تخرج في مدرسة مقاطعة تشوريوس العسكرية في عاصمة البيرو، ليما.

## حياته المهنية
في أوائل سبعينيات القرن العشرين، وفي أثناء سيطرة الدكتاتورية العسكرية اليسارية التابعة للجنرال خوان فيلاسكو على البلاد، أصبح مونتيسينوس نقيبًا في الجيش البيروفي. بحلول عام 1973، عُيّن مونتيسينوس في منصب معاون الجنرال إدغاردو ميركادو يارين، الذي كان يشغل حينها منصبَي رئيس وزراء البيرو وقائد القوات المسلحة فيها.

### فضيحة تجسس عام 1976
اتهم الرائد في جهاز الاستخبارات العسكرية البيروفية، خوسيه فرنانديز سالفاتشي، مونتيسينوس بارتكاب جرمي التجسس والخيانة العظمة، وذلك بعد الكشف عن تسليمه وثائق عسكرية (تتضمن قائمة بالأسلحة التي اشترتها البيرو من الاتحاد السوفييتي) لسفارة الولايات المتحدة الأمريكية في ليما. أمر الجنرال ميركادو بإسقاط التهم عن مونتيسينوس.
في نفس العام، خرج مونتيسينوس في رحلة استمرت أسبوعين اثنين إلى العاصمة الأمريكية واشنطن، وتكفلت حكومة الولايات المتحدة الأمريكية بدفع تكاليفها. اعتقل مونتيسينوس فور عودته إلى ليما لأنه لم يحصل على إذن رسمي من الحكومة البيروفية للقيام بهذه الرحلة. عثر المحققون في أثناء استجوابهم مونتيسينوس على وثائق في غاية السرية كانت بحوزته، وكشفت التحقيقات تصوير مونتيسينوس هذه الوثائق وإرسال نسخ منها إلى وكالة الاستخبارات الأمريكية المركزية. سافر مونتيسينوس إلى الولايات المتحدة دون الحصول على إذن من قيادة الجيش، وزوّر عددًا من الوثائق العسكرية الرسمية التي تعطيه الصلاحية لإكمال رحلته دون التعرض للاحتجاز. زار مونتيسينوس العديد من المؤسسات الأجنبية بصفته ممثلًا رسميًا للجيش البيروفي دون الحصول على تصريح من الجهات الرسمية البيروفية. طُرد مونتيسينوس من الجيش البيروفي بصورة مذلة، وحُكم عليه بالسجن مدة عام واحد في السجن العسكري البيروفي. كانت عقوبة السجن مدة سنة واحدة أقل شدة من عقوبة الإعدام العرفية التي كانت تطال العملاء في ظل النظام العسكري الذي كان يحكم البلاد حينها.
كشفت وثائق وزارة الخارجية الأمريكية، التي رُفعت عنها السرية بعد مرور عدة سنوات على البت بحكم سجن مونتيسينوس، السببَ وراء اهتمام وكالة الاستخبارات المركزية بمونتيسينوس. كانت البيرو في سبعينيات القرن الماضي تحت حكم النظام اليساري الوحيد في أمريكا الجنوبية التي تسيطر عليها الحكومات اليمينية. كانت الولايات المتحدة، حبيسة الحرب الباردة مع الاتحاد السوفييتي التي كانت تخشى تضرر نفوذها وزيادة نفوذ الحكومة الشيوعية في كوبا، تسعى إلى الحصول على معلومات حول الأنشطة في البيرو، فاستدعت مونتيسينوس الذي تحدث فيها عن سيناريو محتمل لقيام بلاده بعدد من الهجمات ضد خصمها القديم، تشيلي، الذي كان تحت حكم الدكتاتور حليف الولايات المتحدة، أوغستو بينوشيه. كان الهدف من العملية، التي كان من المفترض أن تحدث بدعم من الجيش الكوبي، استعادة الأراضي التي خسرتها البيرو بعد حرب المحيط الهادئ.